# Leonel Rocco
Leonel Rocco Herrera (ur. 18 września 1966 w Montevideo) – urugwajski piłkarz pochodzenia włoskiego występujący na pozycji bramkarza, trener piłkarski.